# 4523 MIT
أم آي تي (ويعرف أيضًا باسم 4523 أم آي تي وفق تسمية الكوكب الصغير) (بالإنجليزية: MIT)‏ هو كويكب ضمن حزام الكويكبات؛ وترتيبه 4523 من حيث الاكتشاف.
اكتُشف هذا الجُرم الفلكي بواسطة شيلت جون بوبي في 28 فبراير 1981، وأُطلق عليه هذا الاسم نسبةً إلى معهد ماساتشوستس للتكنولوجيا.

## وصلات خارجية
- 4523 MIT في قاعدة بيانات مختبر الدفع النفاث لأجرام النظام الشمسي الصغيرة

- الاكتشاف · مخطط المدار ·  العناصر المدارية · المعلمات المادية

- 4523 MIT على موقع ويكي سكاي: DSS2, SDSS, GALEX, IRAS, Hydrogen α, X-Ray, Astrophoto, Sky Map, Articles and images